# Акцынов, Андрей Всеволодович
Андрей Всеволодович Акцынов (род. 11 января 1987 года, Ленинград, РСФСР, СССР) — российский искусствовед, член-корреспондент РАХ (2023).

## Биография
Родился 11 января 1987 года в семье ленинградских художников.
В 2009 году — окончил факультет журналистики Санкт-Петербургского государственного университета.
С 2008 по 2012 годы — председатель некоммерческого партнёрства поддержки и развития «Клуб друзей Петропавловской крепости».
В 2023 году — избран членом-корреспондентом Российской академии художеств от Отделения искусствознания и художественной критики.

### Семья
- дед — советский, российский художник-живописец Андрей Андреевич Мыльников (1919—2012)
- бабушка — солистка балета Мариинского театра Ария Георгиевна Пестова (1928—1999)
- дед — живописец, заслуженный художник Российской Федерации Аркадий Всеволодович Акцынов (1910—1997)
- бабушка — живописец, заслуженный художник Российской Федерации Людмила Михайловна Акцынова (1910—1997)
- отец — советский и российский художник, член-корреспондент РАХ (2018), заслуженный художник Российской Федерации Всеволод Аркадьевич Акцынов (род. 1947)
- мать — советский и российский художник-живописец, академик РАХ (2006), заслуженный художник Российской Федерации Вера Андреевна Мыльникова (род. 1950)

## Награды
Корреспондент программы «Вести-Петербург» телеканала «Россия», ряда газет и журналов.
Автор романа «Бретёр» (2016).
Главный редактор и автор дизайн-проекта юбилейного альбома к 100-летию Андрея Мыльникова, альбома Веры Мыльниковой.
Ведёт работу по исследованию творчества А. Мыльникова, подготовке издания альбома его рисунков и дневников, поддержанию широкого общественного интереса к созданной им русской реалистической школе.
Главный куратор выставки, посвященной 100-летию Андрея Мыльникова (2019); сотрудничает с музеем А. Мыльникова в Шанхае (Китай) и Энгельсской картинной галереи (филиал Саратовского государственного художественного музея имени А. Н. Радищева).
Один из инициаторов установки памятной доски (2014) и памятника Андрею Мыльникову в Санкт-Петербурге (скульптор В. Свешников, архитектор Ф. Романовский, 2016 год), а также создания фильма «Андрей Мыльников. У времени в плену» (авторы А. Фрадкина и И. Мосин, 2014).